# 황산초등학교 (경남)
황산초등학교는 대한민국 경상남도 양산시에 있는 공립 초등학교이다.

## 학교 연혁
- 2008년 1월 10일 황산초등학교 설립인가(30학급)
- 2008년 3월 1일 황산초등학교 개교(24학급 636명)
- 2008년 3월 1일 초대 김영길 교장 취임
- 2009년 9월 14일 경상남도교육청 지정 교원능력개발평가 시범학교(하반기)
- 2010년 3월 1일 경상남도교육청 금연 솔선수범학교 운영
- 2010년 3월 1일 경상남도교육청 지정 2009개정교육과정 지역중심학교
- 2010년 9월 1일 제2대 신홍재 교장 취임
- 2010년 12월 8일 경상남도교육청 학교평가 우수학교 선정
- 2010년 12월 15일 국가수준학업성취도평가 학력향상 우수학교 선정
- 2010년 12월 23일 초등학교 교육과정 편성·운영 자율화 우수학교 선정
- 2011년 3월 1일 경상남도교육청 지정 Safe School 정책연구학교 운영
- 2011년 3월 1일 경상남도교육청 지정 주5일수업제 시범학교 운영
- 2011년 12월 8일 교육과학기술부 학교평가 우수학교 선정
- 2011년 12월 12일 국가수준학업성취도평가 학력향상 우수학교 선정
- 2011년 12월 30일 재난대응 안전한국 훈련 우수기관 소방방재청장 표창
- 2012년 3월 1일 경상남도교육청 지정 IPTV시범학교 운영
- 2012년 3월 1일 창의경영학교(사교육절감형) 운영
- 2012년 11월 13일 소방안전교육 우수기관 경상남도지사 표창
- 2012년 11월 30일 학교건강증진사업 경연대회 보건복지부장관상 수상
- 2012년 12월 13일 경남교육모델학교 꿈나르미 학교 선정
- 2012년 12월 31일 전국 100대 교육과정 우수학교 선정
- 2013년 3월 1일 경상남도교육청 지정 교육과정(인성교육) 정책연구학교 운영
- 2013년 3월 1일 창의경영학교(사교육절감형) 운영
- 2013년 3월 1일 경남교육모델학교 꿈나르미 학교 운영
- 2013년 4월 10일 사교육절감형 창의경영학교 교육부 벤치마킹 우수학교 선정
- 2013년 10월 7일 2013 교육장기 초·중학생 육상대회 종합우승
- 2013년 12월 3일 2013 대한민국인성교육실천한마당 참가(12월 3일~5일, 서울 aT센터)
- 2013년 12월 4일 2013 경상남도교육청 학교평가 우수학교 선정
- 2013년 12월 23일 학년군별 인성교육프로그램 우수프로그램 교육부 인증
- 2014년 2월 19일 제6회 졸업장 수여식  176명 졸업(총 976명)
- 2014년 3월 1일 경상남도교육청 지정 교육과정(인성교육) 정책연구학교 운영
- 2014년 3월 1일 창의경영학교(사교육절감형) 운영
- 2014년 3월 21일 창의경영학교 우수학교 교육부장관 표창패 수상
- 2014년 7월 17일 2014 대한민국 행복학교박람회 전시학교 참가(7월 17일~19일, 일산 KINTEX)
- 2014년 10월 23일 EBS 행복한 교육세상 <행복교과서로 자라는 인성-황산초등학교> 방영
- 2014년 12월 4일 2014 대한민국 인성교육대상 수상

## 참고 자료
- 황산초등학교 - 한국교육학술정보원 학교알리미